# Roberto Micheletti
Roberto Micheletti Bain (El Progreso, 13 agosto 1943) è un politico e imprenditore honduregno, divenuto Presidente provvisorio dell'Honduras il 28 giugno 2009 dopo un colpo di Stato e rimasto in carica fino al 27 gennaio 2010 quando assunse le funzioni il presidente legittimamente eletto Porfirio Lobo.
Micheletti, figlio di immigrati italiani originari della Lombardia (Bergamo), è membro del Partito Liberale dell'Honduras e proprietario del social network spagnolo Cielo.com. È stato nominato presidente dal Congresso Nazionale dell'Honduras durante la crisi politica in Honduras del 2009 e in seguito all'arresto del presidente Manuel Zelaya da parte dei militari, conseguente ad un colpo di Stato, per il quale venne preso a pretesto l'indizione del referendum - peraltro puramente consultivo - in Honduras nel 2009, circa l'eventuale istituzione di un'assemblea costituente.

## Biografia

### Famiglia e origini
Roberto Micheletti, ottavo di nove fratelli, è nato in Honduras da genitori, Umberto e Donatella Bain, di origine italiana immigrati nel periodo tra le due guerre.
Ha sposato Xiomara Girón con la quale ha due figli.

### Professione e carriera politica
Arruolatosi nell'esercito dopo gli studi superiori, faceva parte della guardia d'onore al presidente Ramón Villeda Morales quando quest'ultimo venne deposto da un colpo di Stato il 3 ottobre 1963. Conseguentemente, lo stesso giorno, Micheletti venne arrestato e imprigionato per 27 giorni.
Nel 1973 si trasferì negli Stati Uniti, dove concluse gli studi superiori e avviò un'attività imprenditoriale.
Ritornato in Honduras negli anni ottanta, si è avvicinato alla politica, entrando nel Partito Liberale dell'Honduras. La sua carriera politica, inizialmente circoscritta a livello locale, ha avuto un'impennata con la sua elezione nella Camera dei Deputati (Congresso Nazionale dell'Honduras). Qui ha ricoperto vari incarichi, quali quello di segretario dell'assemblea e di capogruppo parlamentare, giungendo alfine alla presidenza della Camera nel gennaio 2006. Nel 2008 cercò di ottenere la candidatura del suo partito per concorrere alle elezioni presidenziali del novembre 2009, ma fu sconfitto dal vicepresidente Elvin Ernesto Santos. In quell'occasione Micheletti attuò una campagna elettorale da taluni giudicata di gusto discutibile, decidendo di distribuire alle vittime dell'uragano Felix aiuti umanitari in borse con stampato sopra il suo viso. Il tribunale elettorale honduregno tuttavia non la giudicò una violazione della legge elettorale.

### Presidente del Congresso Nazionale
Nel gennaio 2006 venne eletto presidente del Congresso Nazionale dell'Honduras, terza carica dello Stato.

### La contestata presidenza della Repubblica
Il 28 giugno 2009 il Congresso Nazionale, su richiesta della Suprema Corte di Giustizia, votò le dimissioni del presidente Zelaya, dopo che questi aveva proposto un referendum (strumento vietato dalla Costituzione nei 180 giorni precedenti le elezioni), che, attraverso una modifica della Carta costituzionale osteggiata dalla Suprema Corte, avrebbe dovuto rendere possibile un'estensione del mandato quadriennale ed una sua rielezione, prefigurando un'evoluzione politica simile a quella chavista in Venezuela. Zelaya, accusato dai golpisti di altissimi crimini contro la forma di Governo, tradimento della patria, abuso di autorità, usurpazione di funzioni, venne arrestato da duecento militari ed esiliato in Costa Rica.
Con il presidente Manuel Zelaya destituito, essendo vacante la carica di vicepresidente dopo le dimissioni di Elvin Ernesto Santos (dicembre 2008), ai sensi della Costituzione, il capo del Congresso, Roberto Micheletti, assunse la funzione di capo provvisorio dello Stato.
Micheletti prestò giuramento al Congresso Nazionale domenica 28 giugno pomeriggio per un mandato che terminerà il 27 gennaio 2010. Lo stesso giorno annunciò di mantenere per il 29 novembre 2009 la data delle elezioni politiche.

#### Governo
Il 30 giugno 2009, venne formato il primo governo honduregno sotto la presidenza Micheletti: Enrique Ortez Colindres fu nominato ministro degli Esteri in sostituzione di Patricia Rodas, espulsa in Messico; Martha Lorena Alvarado fu nominata vice-cancelliere; Gabriela Núñez, già presidente del Banco Central de Honduras all'inizio della presidenza di Manuel Zelaya, fu nominata ministro delle Finanze; René Zepeda fu nominato ministro dell'Informazione e della Stampa; Adolfo Lionel Sevilla fu incaricato del ministero della Difesa.
Il ministro degli esteri Ortez Colindres dichiarò che suo primo impegno sarebbe stato quello di convincere la comunità internazionale che l'evento del 28 giugno 2009 non fu un colpo di Stato, ma a seguito di infelici dichiarazioni sul primo ministro spagnolo Zapatero, sul presidente statunitense Obama e sul Salvador, rassegnò le dimissioni.

#### Condanne internazionali
Nonostante Micheletti fosse de facto e, almeno per la Suprema Corte di Giustizia e il Parlamento, de jure presidente della Repubblica dell'Honduras, nessun membro della comunità internazionale lo riconobbe come presidente, definendolo come golpista e sostenendo la legittimità del presidente Zelaya. Le reazioni ufficiali da molti capi di Stato e di governo internazionali furono di condanna del colpo di Stato e alcuni di essi chiesero il ritorno al legittimo potere del presidente Zelaya, tra cui il presidente del Venezuela Hugo Chávez che annunciò di aver messo le forze armate del suo Paese in allerta, sebbene le due nazioni non confinino direttamente. Cuba condannò l'azione dell'Esercito Honduregno, del Congresso Nazionale e del ramo giuridico come un colpo di Stato. Gli Stati Uniti rifiutarono il rovesciamento di Zelaya nelle dichiarazioni dell'ambasciatore statunitense in Honduras Hugo Llorens, del segretario di Stato Hillary Clinton e il presidente Barack Obama espresse una condanna agli eventi che si sono avvicendati in seguito al golpe. Analoga presa di posizione per l'Unione europea, mentre l'Organizzazione degli Stati Americani condannò il golpe militare affermando che non avrebbe riconosciuto alcun governo al di fuori di quello del presidente eletto, Manuel Zelaya.

#### Fine mandato
Il 29 novembre 2009 si sono svolte le elezioni presidenziali che hanno visto la vittoria del candidato del Partito Nazionale dell'Honduras (Partido Nacional de Honduras, PNH) Porfirio Lobo.